# Luiz Soares Vieira
Luiz Soares Vieira (* 2. Mai 1937 in Conchas) ist ein brasilianischer Geistlicher und emeritierter römisch-katholischer Erzbischof von Manaus.

## Leben
Luiz Soares Vieira studierte Philosophie und Theologie am Priesterseminar von São Paulo und der Päpstlichen Universität Gregoriana in Rom. In Rom empfing er am 21. Februar 1960 die Priesterweihe. Er wurde später Rektor des Philosophischen Seminars in Apucarana.
Papst Johannes Paul II. ernannte ihn am 25. April 1984 zum Bischof von Macapá. Die Bischofsweihe spendete ihm der Bischof von Apucarana, Domingos Gabriel Wisniewski CM, am 1. Juli desselben Jahres; Mitkonsekratoren waren Geraldo Majella Agnelo, Erzbischof von Londrina, und Romeu Alberti, Erzbischof von Ribeirão Preto. Als Wahlspruch wählte er Ministrare non ministrari.
Am 13. November 1991 wurde er zum Erzbischof von Manaus ernannt. 2007 nahm Luiz Soares Vieira an der V. ordentlichen Generalversammlung des CELAM in Aparecida teil. Von 2007 bis 2011 war er Vizepräsident der Brasilianischen Bischofskonferenz.
Am 12. Dezember 2012 nahm Papst Benedikt XVI. sein aus Altersgründen vorgebrachtes Rücktrittsgesuch an. In Manaus ist eine Schule nach Luiz Soares Vieira benannt.